# 廣瀬昌由
廣瀬 昌由（ひろせ まさよし、1965年〈昭和40年〉9月8日 - ）は、日本の建設・国土交通技官。

## 来歴
京都府八木町（現・南丹市）出身。洛南高校を経て、1990年（平成2年）3月、京都大学大学院工学研究科土木工学専攻を修了。同年4月、建設省に入省し、土木研究所ダム部水資源開発研究室に配属。入省時はバブル時代で、公共事業に向けられる世間からの目が厳しく、進め方や環境に配慮する必要性が出てきたと述懐している。
1994年（平成6年）からは河川局に配属され、ダム等の計画、事業の実施、管理などを担当した。1997年（平成7年）には環境に対する要請の高まりから組織再編をすることとなり、廣瀬は新設された河川環境課の初代河川環境対策係長に就任した。その後、岐阜県にある木曽川上流工事事務所に勤務することとなり、当時の思い出について廣瀬は、仕事で八幡町を訪れたり、家族で柿田川近くの源兵衛川を訪れたことが印象に残っていると述懐している。また、出先機関でダム事業を管理した際には、住民説明会でのプレゼンテーションを担当し、当時、住民説明会では一般的に使用されていなかったパワーポイントで資料作成し、住民からの反応が良かったと語っている。
その後も中部地方建設局木曽川上流工事事務所調査課長、河川局治水課課長補佐、関東地方整備局甲府河川国道事務所長、独立行政法人水資源機構経営企画部長、内閣府政策統括官（防災担当）付参事官（調査・企画担当）、水管理・国土保全局河川計画課長、国土交通省大臣官房技術審議官などを歴任。2011年（平成23年）の東日本大震災では河川局治水課企画専門官として、官邸危機管理センターで対応にあたり、被災地である宮城県の名取市や石巻市を訪れ、堤防の被災状況把握に努めた。また、2019年（令和元年）に発生した令和元年東日本台風では国土交通省の防災センターで対応にあたった。
2022年（令和4年）6月28日、関東地方整備局長に就任。
2023年（令和5年）7月4日、水管理・国土保全局長に就任。
2024年（令和6年）7月1日、技監に就任。